# كهل (سيلتان)
كهل (بالفارسية: کهل) هي قرية تقع في إيران في قسم سيلتان الريفي. يقدر عدد سكانها بـ 41 نسمة بحسب إحصاء 2016.